# Máramarosi-medence
A Máramarosi-medence az Északkeleti-Kárpátok hegységei közötti medencék egyike.

## Leírása
Az Északkeleti-Kárpátok vulkáni és flisvonulata között fekszik a harmad- és negyedidőszaki üledékekkel fedett Máramarosi-medence, mely az Erdélyi-medencéhez hasonló felépítésű. Északi része Ukrajnához, déli része Romániához tartozik. 
A Radnai-, és a Máramarosi-havasokból érkező sebes folyókkal (Nagyág, Talabor, Tarac, Iza, Mára és Visó) gyarapodó Tisza a medencén alsószakasz jellegű vízfolyásként folyik végig, majd a Nagyszőlősi-hegység és az Avas-hegység közötti Huszti-kapun át lép ki az Alföldre, ahol nagy hordalékkúpot épített.

## Mezőgazdasága
Az itt élő lakosság főleg mezőgazdasággal (nagy részben juh- és szarvasmarha-tenyésztéssel), fafeldolgozással és bányászattal foglalkozik.

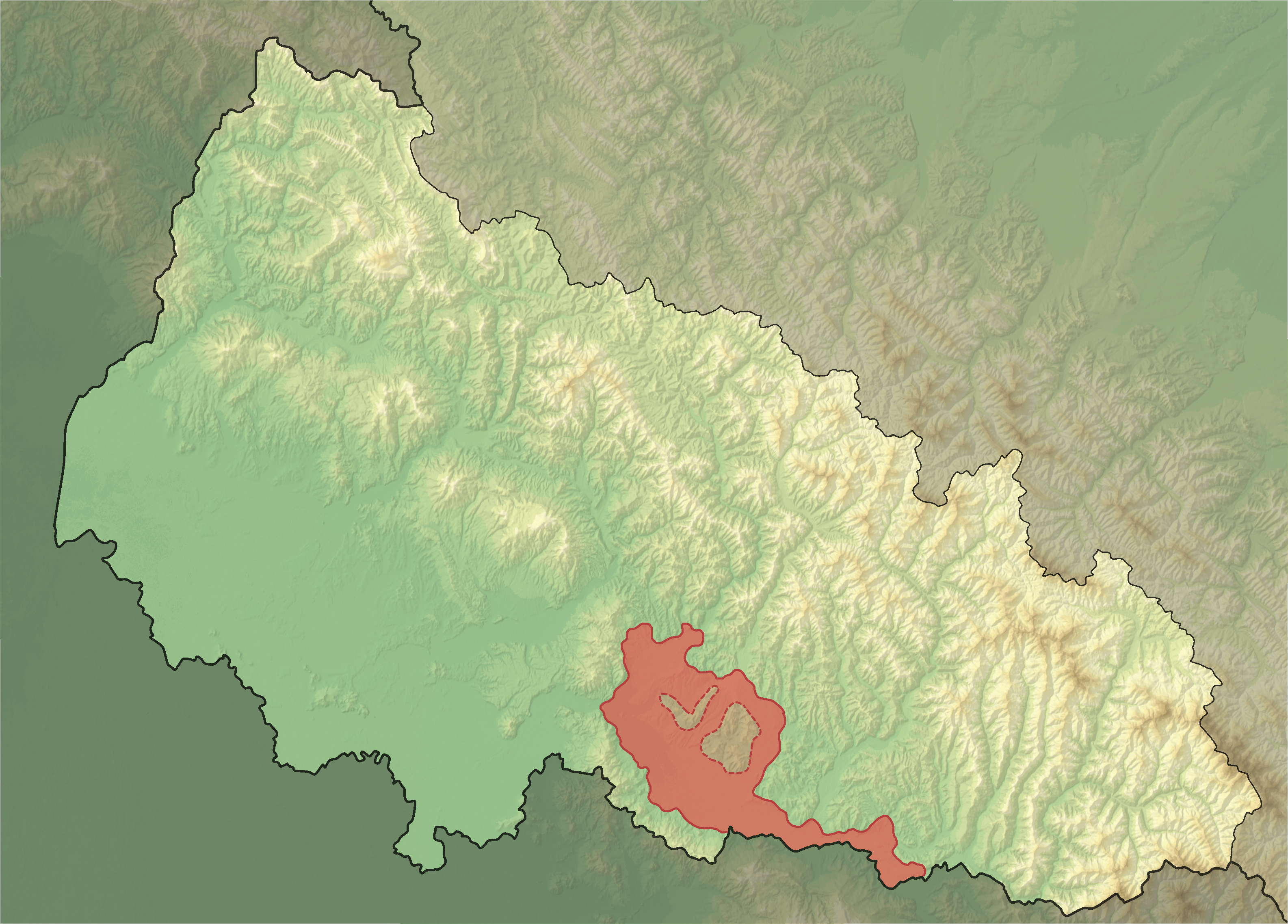

## Ipara
Ipari központjai közül Máramarossziget, Borsabánya és Felsővisó a legfontosabbak. A medence miocén kori kősótelepeit Aknaszlatinán bányásszák.

## Közlekedése
A Máramarosi-medencét Románia többi részével a Szálva és Alsóvisó közötti vasútvonal köti össze.